# Корденеберд
Корденеберд (перс. کردنبرد‎) — село на севере Ирана, в остане Тегеран. Входит в состав шахрестана Пардис. Является частью дехестана (сельского округа) Гольхендан бахша Бумехен.

## География
Село находится в центральной части остана, на правом берегу реки Сиахруд, на расстоянии приблизительно 6 километров (по прямой) к юго-востоку от города Пардис, административного центра шахрестана. Абсолютная высота — 1656 метров над уровнем моря.

## Население
По данным переписи 2006 года население села составляло 86 человек (49 мужчин и 37 женщин). В Корденеберде насчитывалось 22 домохозяйства. Уровень грамотности населения составлял 75,6 %. Уровень грамотности среди мужчин составлял 77,6 %, среди женщин — 73 %.
В 2016 году в селе имелось 24 домохозяйства и проживало 69 человек (36 мужчин и 33 женщины).